# Papowo Biskupie

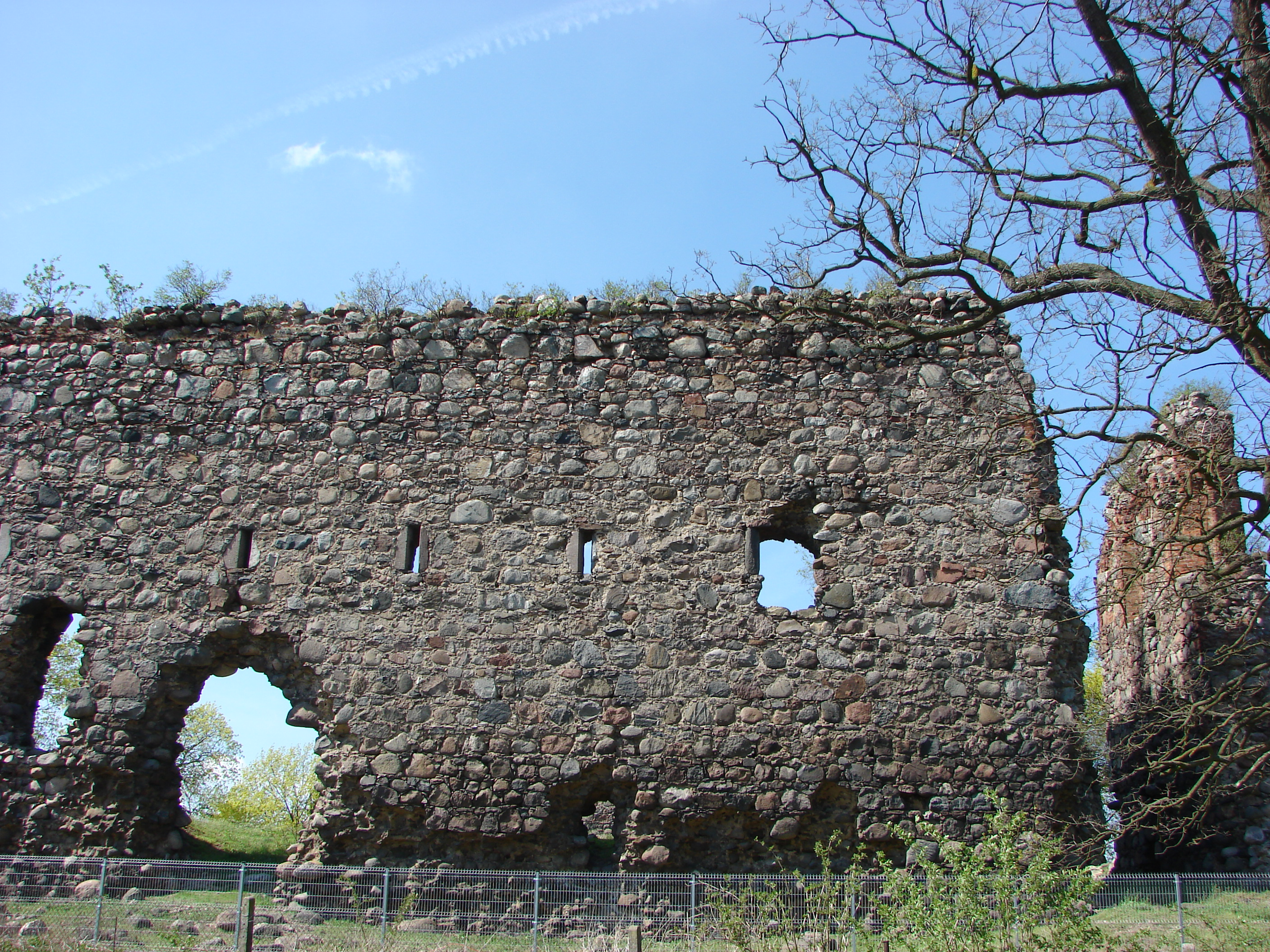
Las ruinas del castillo de los caballeros teutónicos.

Papowo Biskupie es un pueblo polaco situado en el municipio de Papowo Biskupie del distrito de Chelmno, perteneciente al voivodato de Cuyavia y Pomerania, y que se encuentra al norte de Polonia.

## Historia
Este pueblo fue fundado en el siglo XII, concretamente la primera vez que se la cita es en el año 1222.